# 17 a.C.
17 a.C. foi um ano comum do século I a.C. que durou 365 dias. De acordo com o Calendário Juliano, o ano teve início e terminou a uma sexta-feira. a sua letra dominical foi C.
| Ano completo                       |
| ---------------------------------- |
| Ano comum com início à sexta-feira |

## Eventos
- Caio Fúrnio e Caio Júnio Silano,[Nota 1] cônsules romanos.[1][2]
- Augusto reestabelece em Roma os jogos seculares.[3][4]

## Nascimentos
- Lúcio César, irmão de Caio César.[4][Nota 2]